# Lev Tahor
Lev Tahor (heb.לֵב טָהוֹר) – ekstremistyczna sekta żydowska założona przez Shlomo Helbransa w 1988 roku. Należy do niej około 200-300 osób. Grupa praktykuje fundamentalistyczną formę praktyk żydowskich i przestrzega własnych nietypowych interpretacji Halachy, w tym praktyk takich jak długie sesje modlitewne, aranżowane małżeństwa między nastolatkami i czarne okrycia od stóp do głów dla dziewcząt i kobiet w wieku od trzech lat. Grupa spotkała się z zarzutami porwań, wykorzystywania seksualnego i wykorzystywania dzieci.
Grupa często się przemieszczała, przebywając w Izraelu od 1988 do 1990 roku, w Stanach Zjednoczonych od 1990 do 2000 roku, ponownie w Izraelu od 2000 do 2003 roku, w Kanadzie od 2003 do 2013 roku, w Gwatemali w 2013 roku (po uciecze z Kanady), w Meksyku od około 2017 roku, a od końca 2021 roku w Rumunii i w Bośni i Hercegowinie. Od lutego 2022 są również obecni w Macedonii Północnej. Częste zmiany lokalizacji służą ucieczce przed rządowymi agencjami opieki nad dziećmi.

## Historia
Grupa została założona w latach 80. XX wieku przez izraelskiego lidera Shlomo Helbransa. Helbrans przeprowadził się do Stanów Zjednoczonych na początku lat 90. i osiedlił się w Williamsburg na Brooklynie w Nowym Jorku. Tam odsiadywał wyrok za porwanie 13-letniego izraelskiego chłopca, który został wysłany do niego na naukę w ramach przygotowań do bar micwy. Helbrans został zwolniony po odsiedzeniu dwóch lat, rzekomo po preferencyjnym traktowaniu przez gubernatora Nowego Jorku George'a Pataki. Następnie prowadził jesziwę w Monsey, ostatecznie został deportowany z powrotem do Izraela. Wkrótce potem Helbrans przeniósł się do Kanady, gdzie otrzymał azyl polityczny na mocy kanadyjskiej ustawy o ochronie imigrantów i uchodźców, do którego, jak twierdził, był uprawniony z powodu prześladowań ze strony władz Izraela za swoje antysyjonistyczne nauki. Helbrans mógł wykorzystywać fałszywe dowody, aby uzyskać status uchodźcy, płacąc porwanemu chłopcu za zeznawanie na jego korzyść.
Helbrans i jego zwolennicy osiedlili się w Sainte-Agathe-des-Monts, ale członkowie grupy z dziećmi opuścili Quebec w listopadzie 2013 roku i przenieśli się do Chatham-Kent w związku z zarzutami o zaniedbywanie dzieci. Instytucje ds. ochrony dzieci starały się umieścić dzieci pod opieką żydowskich rodzin zastępczych i podjęły kroki w celu umożliwienia 127 dzieciom opuszczenia Kanady.
5 marca 2014 roku, po tym jak Najwyższy Trybunał Sprawiedliwości w Ontario wykonał orzeczenie Najwyższego Trybunału Quebecu co do dyspozycji ich dzieci zgodnie z prawem ochrony dzieci Quebecu, dziewięciu członków grupy, w tym sześcioro dzieci, wyjechało do Trynidadu i Tobago, próbując uciec do Gwatemali, jednak zostali odesłani do Kanady kilka dni później. Sześcioro dzieci trafiło do rodziny zastępczej, czworo z nich zostało później zwróconych grupie, a rozprawa w sprawie pozostałej dwójki dzieci została zaplanowana na 27 maja 2014 roku. Większość członków grupy osiedliła się następnie w turystycznym mieście San Juan La Laguna. Według lokalnego mieszkańca, grupa odmówiła wysłania swoich dzieci do lokalnych szkół i uczestniczenia w życiu społeczności. W sierpniu 2014 roku przedstawiciele rdzennej ludności Tzʼutujil wydali edykt stwierdzający, że grupa nie jest mile widziana, powołując się na potrzebę ochrony lokalnej kultury, która jest chroniona na mocy konstytucji Gwatemali. Rzecznik rdzennej rady powiedział: „Działamy w samoobronie i w celu poszanowania naszych praw jako rdzennej ludności”.
W lipcu 2017 roku meksykańskie media poinformowały, że Helbrans utonął w rzece, uczestnicząc w rytualnym zanurzeniu. Rzecznik meksykańskiego Ministerstwa Spraw Zagranicznych oświadczył, że urzędnik izraelskiego konsulatu w Meksyku udał się do południowego stanu Chiapas, aby potwierdzić śmierć i zidentyfikować ciało Helbransa. Kontrola nad Lev Tahor pozostała w rękach syna Helbransa, Nachmana, o którym mówi się, że jest „bardziej ekstremalny” niż jego ojciec. Nachman Helbrans i czterech innych przywódców Lev Tahor zostało aresztowanych w Meksyku w grudniu 2018 roku w ramach wspólnej operacji Interpolu i Federalnego Biura Śledczego.
Członkowie Lev Tahor złożyli wniosek o azyl polityczny w Iranie w 2018 roku i przysięgli wierność najwyższemu przywódcy Iranu Alemu Chamenei. W listopadzie 2021 roku, grupa około 70 członków dotarła do Kurdystanu, próbując przedostać się do Iranu, ale zostali zatrzymani przez irackich urzędników i deportowani do Turcji. Stamtąd wyjechali do Bukaresztu w Rumunii.

## Praktyki
Społeczność twierdzi, że żyje w granicach halachy i tradycji żydowskiej, i zapewniła, że ich styl życia nie jest nowy ani niezwykły. W społeczności Lev Tahor modlitwy są dwa razy dłuższe niż jest to normą wśród innych wyznawców judaizmu ultraortodoksyjnego, a wyznawcy wymawiają każde słowo głośno, powoli i z wielkim naciskiem. Stosują ścisłą dietę opartą na znanych prawach koszerności. Jednak ich interpretacja tych praw jest znacznie bardziej rygorystyczna, ograniczając niektóre pokarmy, na które zezwalają inni żydzi ultraortodoksyjni. Większość ich żywności, w tym chleb jest domowej roboty. Przekonania religijne Lev Tahor obejmują odrzucenie syjonizmu. Według sędzi Sądu Najwyższego Ontario, Lyndy Templeton, tradycyjny sposób życia członków społeczności Lev Tahor:

„nie jest jedynie kwestią osobistych preferencji, ale głębokich przekonań religijnych, podzielanych przez zorganizowaną grupę i ściśle związanych z codziennym życiem. Religia nie jest po prostu kwestią teokratycznego przekonania, ale przenika i determinuje cały ich sposób życia, regulując go szczegółowo poprzez ściśle egzekwowane zasady społeczności. Przyjęcie i praktykowanie Tory w zakresie postrzeganym przez członków Lew Tahor jako pożądane lub konieczne w ich codziennym życiu obejmuje rodzaj odzieży, która ma być noszona przez cały czas; ich przygotowywanie i spożywanie żywności; ich język; ich moralne i społeczne zachowanie; i ich edukację. Wszyscy członkowie Lev Tahor, niezależnie od wieku i płci, przestrzegają praktyk i zasad swoich przekonań opartych na wierze.”

## Kontrowersje
Lev Tahor zostało oskarżone przez swoich krytyków (w tym byłych zwolenników, rodziny zwolenników, uczonych religijnych i funkcjonariuszy organów ścigania) o wykorzystywanie dzieci, pranie mózgu, zażywanie narkotyków i przymusowe małżeństwa nastoletnich dziewcząt z mężczyznami nawet o 20 lat starszymi. Grupa została nazwana „żydowskim Talibanem” przez izraelską, żydowską i międzynarodową prasę.
W wywiadzie dla Blackburn Radio 31 marca 2014 roku, Dave Van Kesteren, poseł Chatham-Kent—Essex, elektorskiego dystryktu Ontario, określił sprawę Lev Tahor jako „kwestię polityczną”.

### Dochodzenie w sprawie ochrony dzieci
W 2011 roku grupa Lev Tahor weszła w konflikt z lokalną radą szkolną, która zakwestionowała fakt, że dzieci z grupy nie zostały zarejestrowane w lokalnych szkołach, a dzieci nie były kształcone zgodnie z programem nauczania wymaganym przez prawo Quebecu. W kwietniu 2013 roku przywódcy społeczności Lev Tahor opracowali plan awaryjny na wypadek, gdyby władze rozpoczęły działania i próbowały zatrzymać dzieci. W sierpniu tego samego roku 21 pracowników służb dziecięcych zaczęło pukać do drzwi. Według Denisa Baraby'ego, dyrektora służb ochrony młodzieży w okolicy, odkryli oni domy, które były brudne, w których 4-5 dzieci spało w jednej sypialni, niektóre materace nasiąkły moczem, a dzieci miały grzyba na stopach. Rozpoczęli cotygodniowe wizyty.
Policja w Quebecu wydała nakazy przeszukania w związku z zarzutami, że członkowie sekty Lev Tahor znęcali się psychicznie i fizycznie nad nastoletnimi dziewczętami. Nadużycia rzekomo dotyczyły dziewcząt w wieku 13 lat, które były więzione w piwnicach oraz dziewcząt w wieku 14-15 lat, które zostały wydane za mąż za starszych mężczyzn z grupy. Jedna z kobiet powiedziała, że została uderzona pasem i wieszakiem na ubrania, a ciężarna 17-latka powiedziała, że była bita przez brata, wykorzystywana seksualnie przez ojca i poślubiona siłą 30-letniemu mężczyźnie, gdy miała 15 lat. 27 listopada 2013 roku sąd w Quebecu orzekł, że 14 dzieci z grupy musi zostać umieszczonych w rodzinie zastępczej, dzieci miały zostać umieszczone w rodzinach zastępczych mówiących w języku jidysz. 21 lutego sąd w Quebecu orzekł, że grupa nie ma prawa odwołać się od poprzedniego orzeczenia sądu w Quebecu, ponieważ nie złożyła odwołania w ciągu 30 dni, a wkrótce władze kanadyjskie zaczęły ubiegać się o opiekę nad dziećmi członków Lev Tahor.
3 marca 2014. około 15 członków grupy wyleciało do Gwatemali. Grupa dziewięciu osób została przechwycona w Trynidadzie i Tobago. Następnego dnia co najmniej dwoje dorosłych i sześcioro dzieci z grupy przybyło do Gwatemali. 6 marca ontaryjski sędzia nakazał umieszczenie 14 dzieci z dwóch rodzin, które uciekły, w rodzinach zastępczych w Ontario, podczas gdy czekały one na rozpatrzenie apelacji w sądzie. Dwa dni później sześcioro dzieci Lev Tahor z dwóch rodzin, ich rodzice i inna osoba dorosła zostali repatriowani do Kanady po ucieczce z Trynidadu i Tobago. Następnego dnia matka mająca mniej niż 18 lat, próbowała uciec do Gwatemali z częścią swojej rodziny. Została aresztowana w Calgary i przywieziona z powrotem do Ontario wraz dzieckiem. 14 marca troje dorosłych i sześcioro dzieci, którzy uciekli do Gwatemali, stanęło przed sądem w Panajachel. Sędzia zdecydował o pozostawieniu dzieci z rodziną. 17 marca sędzia w Gwatemali orzekł, że sześcioro dzieci, które uciekły, będzie mogło pozostać w Gwatemali, pod warunkiem, że zameldują się w ambasadzie Kanady w ciągu trzech dni. Wymóg ten został później obalony w apelacji 26 marca, umożliwiając grupie pozostanie bez warunków przez okres do trzech miesięcy.
2 kwietnia 2014 roku, siedmiu członków Lev Tahor zostało aresztowanych podczas nalotu przeprowadzonego przez kanadyjską straż graniczną. Trzech z tych członków otrzymało nakaz deportacji do ich rodzimego Izraela, ale dano im możliwość złożenia odwołania i ubiegania się o pobyt podczas procesu apelacyjnego. 27 kwietnia młoda matka została ponownie związana ze swoim dzieckiem w rodzinie zastępczej. Dziesięć dni później czworo innych dzieci zostało ponownie związanych z rodzicami.

### Sprawa porwania
W grudniu 2018 roku, władze USA oskarżyły 39-letniego Nachmana Helbransa i 45-letniego Mayera Rosnera o porwanie dwóch wnuków Shlomo Helbransa, których matka uciekła ze społeczności po tym, jak została poddana ostracyzmowi za sprzeciw wobec małżeństwa jej 13-letniej córki ze starszym mężczyzną. Agent FBI stwierdził w dokumencie sądowym, że dwoje dzieci, 14-letnia dziewczynka i 12-letni chłopiec, zostali porwani z Woodridge w stanie Nowy Jork i przewiezieni do Scranton w Pensylwanii. Następnie zostali przewiezieni do miasta Meksyku pod pieką członków Lev Tahor. Nachman i Rosner zostali skazani 10 listopada 2021 roku pod zarzutem spiskowania w celu przewiezienia małoletniego z zamiarem zaangażowania się w przestępczą aktywność seksualną, spiskowania w celu podróży z zamiarem zaangażowania się w nielegalne zachowania seksualne i międzynarodowe porwanie rodzicielskie. 31 marca 2022 roku Nachman Helbrans i Mayer Rosner zostali skazani na 12 lat więzienia za wykorzystywanie seksualne dzieci i porwanie.